# 横浜市立箕輪小学校
横浜市立箕輪小学校（よこはましりつ みのわしょうがっこう）は、神奈川県横浜市港北区箕輪町2丁目にある市立小学校。

## 概要
かつて箕輪小学校一帯にはアピタ日吉店や損保ジャパンの施設、野村総合研究所の施設があったが、それらの撤退後に野村不動産が敷地一帯を購入し、大規模なマンション再開発が行われることになったため、児童の増加を懸念した横浜市が設立を決めた。
令和5年、横浜市の想定を上回る児童数の増加、35人学級化による教室の不足などから、校舎の増築が決定された（詳細は後述）。

## 沿革
- 2020年（令和2年）
  - 2月5日 - 綱島東小学校にて、新入生保護者説明会開催。
  - 4月1日 - 開校宣言式。
  - 4月6日 - 第1回入学式挙行。最初の新入生は175名。なお、新型コロナウイルス感染拡大の影響により、「1組・2組」と「3組～5組」の2部制で式が行われた[3]。
  - 4月7日 - 最初の始業式挙行[4]。
  - 11月27日 - 新型コロナウイルス感染拡大の影響で延期された開校記念式典が規模を縮小した上で開催[5]。
- 2021年（令和3年）
  - 3月19日 - 第1回卒業式挙行。最初の卒業生は67名[6]。
  - 3月26日 - 最初の修了式と離退任式挙行[7]。

## 施設
校舎は、ラーメン構造を用いた鉄筋コンクリート造5階建である。
教室と体育館が一体となった校舎であり、「ロ」型に廊下が配置されている。体育館は2階にあり、体育館の1階部分には給食室がある。5階にプールがある。校舎の北側は3階までとなっており、敷地のすぐ北側にあるマンションの日照を配慮した設計となっている。
普通教室は30教室あるものの、想定を上回る児童数の増加などから、令和6年度より多目的室の普通教室への改修、給食室の拡張工事が行われる予定である。また、令和9年度の供用開始を目指し、校庭に新たな増築校舎（5階建・19教室分）を整備する予定である。

## 児童数
2023年（令和5年）4月7日時点。
横浜市教育委員会は、令和10年度には児童数が1,400人を超え、学級数も46になると推計している。
| 学年 | 1年 | 2年 | 3年 | 4年 | 5年 | 6年 | 特別支援 | 合計 |
| ---- | --- | --- | --- | --- | --- | --- | -------- | ---- |
| 学級 | 6   | 7   | 6   | 6   | 4   | 3   | 5        | 37   |
| 児童 | 199 | 217 | 194 | 176 | 121 | 102 | 36       | 1045 |

## 学校教育目標
すべての子どもが楽しい学校
- みらいを創る子 - 豊かなかかわりを通して、夢や希望をもち、自分の力で進んでいく子を育てます。（公）（開）（体）
- のびる 高める子 - いろいろなことに興味をもち試行錯誤を繰り返して探求する子を育てます。（知）
- わかち合い 認め合える子 - 多様な考えを受け入れながら、仲間と感動を素直にわかち合える子を育てます。（徳）

## 校歌・校章

### 校歌
作詞・作曲：オオゼキタク

### 校章
箕輪（Minowa）の頭文字である「M」の形に翼を広げた鳥をモチーフにしたものである。保護者が作成した。

## 通学区域
- 綱島東4丁目（3番～12番）、日吉5丁目（1番～4番）、日吉7丁目（1番～7番）、箕輪町1丁目（30番～33番）、箕輪町2丁目（1番・5番～20番）[10]

## 学校周辺
- 日本大学高等学校・中学校 - 敷地が隣接。
- ソコラ日吉
  - ローソンSOCOLA日吉店
- 東急電鉄東横線
- JR東海東海道新幹線
  - なお、東急・JR共、学校付近に駅は無い。

## アクセス
- 東急電鉄東横線・目黒線、横浜市営地下鉄グリーンライン日吉駅から、
  - 東急バス「日91」系統（綱島東4丁目経由(循環)日吉駅東口行）で、「日大高校正門前」バス停下車後、徒歩約190m・約3分。
  - 徒歩約1.2km・約18分。
- 東急電鉄東横線綱島駅（東口）から、徒歩約1.4km・約21分。